# ユニオン郡区 (アイオワ州キャロル郡)
ユニオン郡区は、アメリカ合衆国、アイオワ州、キャロル郡にある16の郡区の一つである。2000年の国勢調査で、人口は1532人だった。

## 地理
ユニオン郡区は、93.6平方キロメートル（36.12平方マイル)で、Coon Rapidsが含まれる。アメリカ地質調査所によると、この郡区はCoon RapidsとOak HillとOld CarrolltonとUnionの4つの霊園が含まれる。